# 김광철 (정치인)
김광철(생년 미상 ~ )은 조선민주주의인민공화국의 정치인이다. 전 조선로동당 중앙위원회 후보위원 겸 내각 체신상이다. 최고인민회의 제13기 대의원이다.

## 경력
평양직할시 인민위원회 평양전화국 국장과 태천발전소 태천3호발전소 소장, 체신성 평양전화국 국장, 체신성 개천시체신소 국장을 거쳐 내각 체신성 부상을 지냈다. 2015년 심철호 후임으로 체신상에 임명되었다. 2016년 5월, 조선로동당 제7차 대회에서 조선로동당 중앙위원회 후보위원으로 선출되었다.